# 8568 Ларрівілсон
8568 Ларрівілсон (8568 Larrywilson) — астероїд головного поясу, відкритий 10 вересня 1996 року.
Тіссеранів параметр щодо Юпітера — 3,693.